# Прашка офанзива
Прашка офанзива (рус. Пражская стратегическая наступательная операция Прашка стратешка офанзива) била је последња велика војна операција у Другом светском рату у Европи. Офанзива је вођена на Источном фронту од 6. маја дo 11. маја 1945. године. Борба, истовремено са Прашким устанком, била је једна од последњих акција на Европском ратишту и наставила се после безусловне капитулације Трећег рајха 9. мaја.
Град Праг је на крају ослободио СССР за време Прашке офанзиве. Све немачке трупе Групе армија Центар и већина Групе армија Остмарк (раније позната као Група армија Југ) настрадале су или су биле заробљене, или су пали у руке савезника након капитулације.

## Позадина

### Политичка и војна дешавања
Почетком маја 1945. године Немачка је била одлучно поражена од коалиције Западних Савезника и Совјетског Савеза. Главни град Немачке, Берлин, био је на ивици капитулације услед масовног совјетског напада у ком су освојили већи део Немачке.
Међутим, у југоисточној Немачкој, деловима Аустрије и Чехословачке, још увек су постојала велика тела активних немачких трупа Групе армија Центар и остаци Групе армија Остмарк. Генерал Алфред Јодл, Шеф оперативног одељења оружаних снага Врховне команде Вермахта, је 2. маја 1945. године наредио немачким снагама да избегавају заробљавање од стране Совјетског Савеза како би олакшали раздвојене преговоре са западним савезницима. Немачке преостале снаге наставиле су се одупирати совјетској 4. и 1. украјинском фронту, прихватајући само примирје на Западном фронту.
И док је немачко командно тело постепено губило централизовану контролу над својим оружаним снагама, снаге СС-а и Гестапо још увек су радиле у свом највећем интензитету и ефикасности. СС официри и команданти били су све више удружени у команду и контролу немачких оружаних снага, посебно у Чехословачкој. За разлику од опадајућег квалитета јединица Вермахта у последњим данима рата, СС корпуси су и даље одржавали своју изузетно високу борбену способност.
Нацистички режим сматрао је Чехословачку и суседна подручја последњим бастионом у случају пада Берлина. Због тога су 1945. године концентрисали многе снажне војне јединице у региону, укључујући елементе 6. тенковске армије СС-а, 1. и 4. тенковске армије и 7, 8. и 17. комбиноване армије. Алфред Јодл наредио је локалном нацистичком режиму да припреми бројне утврђене зграде које би могле служити као канцеларије за нову нацистичку владу и немачку високу команду.
Од 30. априла дo 1. маја 1945. године, вођа СС групе Обергрупенфирер и генерал полиције Карл Херман Франк објавио је преко радија у Прагу да ће удавити сваки устанак у "мору крви". Франк је такође био генерал Вафен-СС-а. Ситуација у Прагу била је нестабилна. Франк је знао да на неколико фронтова совјетске војске напредује према Прагу. Непосредно, суочио се са градским становништвом које је очекивало да буде ослобођено.
Истовремено, две дивизије Руске ослободилачке армије (КОНР) стигле су у близину Прага. КОНР-ова 1. дивизија улогорила се северно од града, док је КОНР-ова 2. дивизија заузела положаје јужно од града. Наводно у савезништву са Немцима, верност снага КОНР-а показала се да варира у зависности од ситуације са којом су се суочили.
Са савезничке стране, и Винстон Черчил и Јосиф Стаљин сматрали су Праг значајном наградом, чије је зазимање могло значајно утицати на политичку слику послератне Чехословачке. Дана 1. маја 1945. године, пре него што је Берлин освојен, Стаљин је издао наређење 1. белоруском фронту да да замени 1. украјински фронт како би се он регруписао на југ, дуж реке Мулде на путу за Праг. Други украјински фронт такође је добио наређења да 2. маја приђе Прагу са југоистока. Стаљин је био одлучан да Совјетска армија буде присутна у западној Чехословачкој када се немачке трупе буду коначно предале.

### Терен
Терен преко којег су Совјети морали напредовати био је разнолик, али у главном планински и шумовит. Руте марша 1. и 4. украјинског фронта биле су преко стрмих планинских гребена, док се 2. украјински фронт кретао мање напорном рутом у регионима ниже надморске висине који су водили до Прага. Конкретно, 1. украјински фронт морао је да пређе Рудне горе да би напредовао према Прагу из области северно од Дрездена и Бауцена. Друга значајна препрека војним теренима била су градска подручја, од којих су два највећа била Дрезден и сам Праг.

### Развој
Са совјетским и америчким снагама које су вршиле притисак са свих страна, размештање Групе армија Центар подсећало је на потковицу која је пролазила кроз историјске регионе Бохемију и Моравску. На западу, 7. армија (раније део Групе армија Г) била је распоређена на исток да се супростави операцијама америчке Шесте армијске групе и постала је подређена команди Групе армија Центар. Седма армија била је распоређена отприлике дуж линије север-југ у западној Чехословачкој. Поред једне тенковске дивизије и једне Гренадирске дивизије, 7. армија је имала само четири друге "дивизије", од којих су две биле бојне групе (Шулц и Беник) док су преостале две биле резервне армијске формације мобилизоване за борбу и попуњавале се особљем војне школе и полазницима.
Североисточно од Прага и северно од Дрездена и Бауцена, 4. тенковска армија бранила је дуж фронта који је водио мало југоисточно. Четврта тенковска армија имала је пет тенковских или механизованих дивизија као и 13 других дивизија или бојних група. Осим тога, 4. тенковска армија је победила у бици код Бауцена, оштетивши совјетску 52. и пољску 2. армију.
Десни (источни) бок 4. тенковске армије чинила је 17. армија. Она је бројала 11 дивизија, укључујући једну тенковску и једну моторизовану дивизију. Били су рганизовани у три корпуса и распоређени у луку који се пружао од око 40 километара југозападно од  Вроцлава ка југоистоку у близини Остраве.
Одавде је фронт водио југоисточно до [[Оломоуц]а], где је била распоређена 1. оклопна армија, укључујући и део који се пружао на исток око Оломоуца. Прва оклопна армија била је прекомерно распоређена са шест тенковских или моторизованих дивизија, уз 19 других организованих у пет корпуса, пет дивизија било је директно под контролом штаба војске.
У јужној Моравској, 8. армија Групе армија Остмарк била је распоређена на фронту који је водио на југозапад у Аустрију, где се њен десни бок састао са 6. СС тенковском армијом у области северно и западно од Беча. Осма армија је могла да ангажује тенковску дивизију и моторизовану дивизију, као и шест других дивизија.
Суочени са делом немачке 1. тенковске и 8. армије у региону Брно, совјетски 2. украјински фронт бројао је 37 стрељачких пуковнија, шест коњичких дивизија и четири тенковска или механизована корпуса. Очекивало се да ће 2. украјински фронт напредовати северозападно преко мање планинског терена према Прагу и ускладити своје напредовање са 6. гардијском тенковском армијом. Совјетске савезничке снаге са 2. украјинским фронтом биле су 1. и 4. румунска армија, укупно 12 пешадијских дивизија и три коњичке.
Суочавајући се првенствено с 1. тенковском армијом, Четврти украјински располагао је са 34 стрељачких дивизија и једним тенковским корпусом.  Четврти украјински фронт суочио се са двоструким препрекама око Оломоуца, малог града, као и вишеструких распона брда која су пресецала пројектовану линију напредовања. За разлику од Другог украјинског фронта, 4. фронту је недостајало директних и главних путних веза од Оломоуца до Прага, што је готово извесно успорило брзину напредовања. Совјетске савезничке снаге са 4. украјинским фронтом укључивале су Чехословачки армијски корпус од четири пешадијске и једне тенковске бригаде.
Од региона северно од Дрездена и Герлица у широком луку до подручја Вроцлава, 1. украјински фронт је бројао 71 стрељачку и три коњичке дивизије, као и девет тенковских и механизованих корпуса. Највећи део снага 1. украјинског фронта био је распоређен северно од Дрездена ради директног напредовања према Прагу и укључивао је 3. и 4. гардијску тенковску армију. Примарни противник овог налета била би 4. тенковска армија. Источно, пет комбинованих армија и пољска 2. армија чиниле су лево (источно) крило фронта, чије ће напредовање вршити притисак углавном на немачку 17. армију. Пред главним продором 1. украјинског фронта биле су Рудне горе, као и урбана подручја Дрездена и Бауцена.
Главне предности совјетске офанзиве у касном рату означене су са једне стране тенковским војскама и са друге стране присуством резервних артиљеријских дивизија Врховне команде (Ставка).  У мају 1945. године 1. украјински фронт је бројао шест артиљеријских дивизија и једну ракетну дивизиону (као и једну пољску артиљеријску дивизију), 4. украјински фронт имао је две артиљеријске дивизије, а Други украјински фронт располагао је са четири артиљеријске дивизије и једном ракетном дивизионом.
Противник немачкој 7. армија на западу био је амерички VIII корпус (9. армија), V корпус и XII корпус (оба из 3. армије).  VIII корпус имао је једну оклопну и три пешадијске дивизије  док је V корпус био састављен од једне оклопне дивизије и две пешадијске дивизије. Додатна пешадијска дивизија под контролом штаба 3. армије такође је била у сектору V корпуса, а друга оклопна дивизија била би потчињена V корпусу пре Дана победе у Европи. XII корпус је командовао над две оклопне дивизије и две пешадијске дивизије. Вршећи известан притисак на немачку 7. армију, ови корпуси америчке војске нису напредовали према Прагу, иако је њихово присуство у западној Бохемији подстакло чешки отпор немачкој окупацији, посредно утичући на Прашки устанак. У договору са Совјетима, америчке снаге нису напредовале у правцу истока даље од неправилне демаркационе линије која је у тачкама додиривала Лајпциг, Карлове Вари и Плзењ.
Схвативши да ће Совјети нападнути Групу армија Центар након предаје Берлина, 5. маја фелдмаршал Шернер у којем ће јединице Групе армија Центар покушати да се повуку на запад где би се налазиле у позицији да се предају америчким снагама. Шернер је замислио фазе повлачења (именујући их по цвећу) и наредио је 4. тенковској армији да задржи 1. украјински фронт довољно дуго да се остале теренске војске армијске групе повуку на запад.

## Прашки устанак
Наредбе Стаљина 1. маја позвале су да офанзива крене на три фронта 7. маја. Дана 4. маја, маршал Конев дао је детаљне наредбе својим командантима војске о три налета 1. украјинског фронта. Главни удар требао је да се изведе на десном (западном) крилу са три комбиноване армије, две тенковске армије (3. и 4. гардијска тенковска армија) и пет артиљеријских дивизија, пратећи долине река Лабе и Влтаве. Секундарни удар требало је да изведу 28. и 52. армија на линији Цитау-Праг, а коначни налет 2. пољске војске био је да пресече прилазе од југоистока према Дрездену. Сам Дрезден требало би да заузме Пета гардијска армија као део главног удара.
Предлажући генералу Антонову да је амерички напредак ка Прагу сада изводљив, генерал Ајзенхауер је обавештен да Совјети то не желе. Током састанка са маршалом Иваном Коњевим 5. маја, генерал Омар Бредли је такође предложио исту понуду. Међутим, маршал Коњев - иако је ценио добру вољу америчког заповедника - одбио је понуду јер је Брадлијев предлог кршио преговарачку границу између совјетских и англоамеричких снага, па Коњев није имао овлашћења да је прихвати. Коњев је такође обећао да ће СССР уништити локалне немачке снаге што је пре могуће.
У том тренутку су избили догађаји ван формалног војног планирања. До 5. маја, водеће јединице америчког V корпуса стигле су до Плзења, са гласинама да америчка војска стиже до Прага, што је одиграло значајну улогу код чешких грађана у одлуци да устану против немачке окупације.
Устанак у Прагу дошао је у непосредни сукоб с немачким окупационим снагама. Борбећи се у очајничким околностима, Чеси су стекли контролу над радио станицом и, осим што су позвали Чехе да се придруже устанку, 5. маја су такође емитовали апел на руском и енглеском језику за ваздушну подршку да задрже немачке оклопне јединице. Ови догађаји натерали су Стаљина да убрза почетак совјетске офанзиве и наређено је да почне дан раније, 6. маја.
Изазвавши збрку у Прагу али пруживши корисну помоћ Чесима, 1. дивизија Руске ослободилачке војске под генералом Буњаченком преселила се у Праг и укључила се у борбу против својих некадашњих савезницима - Немцима. До 7. маја, 1. дивизија је заузела аеродром и радио станицу.

## Битка
Совјетска офанзива је започела 6. маја и завршена је 11. маја.

### 6. мај
Коњевов 1. украјински фронт започео је Прашку офанзиву нападом 3. и 4. гардијске тенковске армије и 13, 3. гардијске и 5. гардијске војске комбинованог оружја. Ова група од пет армија извела је Коњев главни напад и кренула је јужно од подручја око Риза. Коњев је напао трупе немачке 4. тенковске армије. Напад је започео јутарњим извиђањем, након чега је уследила кратка, али снажна артиљеријска ватра. 13, 3. гардијска и обе тенковске армије (као и два друга тенковска корпуса) јуришале су у јутарњим сатима према југу, с тим што су 13. армија и 4. гардијска тенковска армија јуришале напред око 23 километра. До вечери, 5. гардијска армија придружила се нападу са циљем да заузме Дрезден.
На крају одвојене операције 1. украјинског фронта, 40.000 немачких трупа у Вроцлаву предало се совјетској 6. армији након двомомесечне опсаде. Дана 6. маја, 4. украјински фронт кренуо је на запад, у намери да заузме град Оломоуц. Совјетском нападу испред Оломоуца супроставила се немачка 1. тенковска армија.
На западу, амерички V и XII корпус напали су у западној Чехословачкој немачку 7. армију. Елементи 16. оклопне дивизије заузели су Плзењ, док је борбена команда четврте оклопне дивизије заузела Стракоњице. Све у свему, два корпуса напредовала су у Чехословачкој са снагом од седам дивизија. На северу је амерички VIII Corps корпус био потчињен Деветој армији САД.

### 7. мај
Настављајући главни напад 1. украјинског фронта, 3. гардијска армија заузела је Мајсен, дом чувеног немачког порцелана. Тринаеста армија и 4. гардијска тенковска армија напредовале су 45 километара даље према југу и стигли до северног обронака Рудних гора. Трећа гардијска тенковска армија и 5. гардијска армија започеле су битку за заузимање Дрездена. Друга пољска армија пробила се на југозапад у знак подршке операцијама против Дрездена. Даље према истоку, други напад фронта развио се нападима 28. и 52. армије на југу.
Након 30 минутне артиљеријске паљбе, 7. гардијска армија и 6. гардијска тенковска армија извеле су напад на северозапад, отварајући офанзиву 2. украјинског фронта. Због појачане одбране немачке 8. армије, совјетска 9. гардијска и 46. армија појачале су напад на своје лево (јужно) крило. До краја дана, фронт је напредовао 12 километара иза немачких линија у ширини од 25 километара. Поред 2. и 1. украјинског фронта, 4. украјински фронт наставио је своје напредовање ка Оломоуцу.
У Прагу су немачке трупе стигле до Старомјестске намјести, једног од центара устанка, али су касније потиснуте. Иако су тешко оштећене зграде Градске куће, читав устанак је остао у рукама побуњеника. Настављен је велики притисак на устанак и цивилно становништво.
Генерал Јодл је 7. маја потписао предају свих немачких снага Врховној команди савезничких сила. Предаја је требала да ступи на снагу 9. маја у 00:01 сати. У западној Чехословачкој, након што су примиле вест о предаји, америчке снаге прекинуле су офанзивне операције и преузеле одбрамбени став. Амерички V корпус заузео је Карлови Вари на дан предаје.

### 8. мај
Врховна команда Вермахта се последњи пут чула са Шернером 2. маја, када је пријавио своју намеру да се бори на западу и преда своју војну групу Американцима. Пуковник Вилхелм Мејер-Детринг, немачки официр за везу из Врховне команде Вермахта, је 8. маја био у пратњи америчких линија да би се састао са Шернером. Мејер-Детринг је рекоа Шернеру да формална капитулација Немачке значи да било какво повлачење велике формације трупа Групе армија Центар није долазило у обзир и да би немачке трупе требале покушати да се пробију према западу и предају се америчким снагама. Шернер је био скептичан да је то могуће. По повратку Мејер-Детринг је известио да је Шернер наредио својој оперативној команди да поштује предају, али није могао да гарантује да ће га сви послушати.
Напредујући још 40 километара, главни удар 1. украјинског фронта пробио је немачки отпор на Рудним горама и приближио се Прагу на 70-80 километара. Напад 4. гардијске тенковске армије наишао је на штаб Групе армија Центар, заробљавајући или убијајући особље штаба, али не и Шернера, који је, напуштајући своју команду, прешао у Подборжани где је следећег дана у цивилној одећи одлетео у Баварску (девет дана касније у Аустрији су га заробиле немачке трупе које су га предале Американцима).
До вечери, 8. маја, Дрезден су заузеле 3. гардијска тенковска армија и 5. гардијска армија. Истог дана, 4. украјински фронт избацио је Немце из Оломоуца. Совјети су објавили захтев да преостале немачке снаге на терену положе оружје до 23 сата тог дана. Нису добили одговор. Без функционалног седишта армијске групе и без вође, трупе Групе армија Центар биле су препуштене сопственим командама. Без обзира на планове Шернера за уредно повлачење, совјетска војска је заробила већину трупа Групе армија Центар.
Чешком националном савету (ЧНР) недостајало је значајних залиха за подршку устанку, страхујући од великог уништавања Прага, и након свеукупне предаје Немачке, постигли су договор са Немцима по којем ће немачке трупе напустити Праг под условима примирја. Неке СС јединице, међутим, наставиле су нападе на чешке побуњенике у Прагу. Прва КОНР дивизија је прекинула своје односе са ЧНР-ом и схвативши да се од совјетских снага не може очекивати милосрђе, придружили су се СС-у и другим немачким трупама и у опрезном савезу кренули према западу. Друга дивизија КОНР-а већ је контактирала Американце и започела марш према западу.

### 9. мај
Током ноћи између 8. и 9. маја, оклопне јединице 3. и 4. гардијске тенковске армије напредовале су на југ неких 80 километара, улазећи у Праг у зору. Оклопне јединице су убрзо пратили 13. армија и 3. гардијска армија. Уз помоћ чешког становништва, Праг је ослобођен од немачких трупа око 10:00 сати. Погинуле су само десет војника Црвене армије, што је описано као њихова "најлакша победа" у рату. У сваком случају, немачке трупе у Прагу и око њега биле су спремне побећи на запад, иако су совјетске колоне, чешки партизани, и љуто чешко становништво учинили повлачење према америчким линијама веома несигурним.
У касним сатима дана, јединице са 4. и 2. украјинским фронтом стигле су и до Прага, укључујући и оклопну бригаду Чехословачког армијског корпуса. Долазак осталих фронтова значио је да је највећи део Групе армија Центар одсечен и приморан у џеп на исток, североисток и југ Прага.

### 10–11. мај
Са совјетским јединицама у Прагу и напредовањем даље на запад и југ у Бохемију, совјетски војни циљеви офанзиве су испуњени. Највећи део немачких трупа Групе армија Центару совјети су заробили два дана након ослобођења Прага, док су елементи 1. и 2. украјинског фронта гурнути западно до демаркационе линије Кемниц-Карлове Вари-Плзењ са америчким снагама.
Плашећи се свог поступања од стране мештана или трупа Совјетске војске, преостале формације Групе армија Центар наставиле су свој отпор до 10-11. маја, а неке мање јединице до краја маја 1945. Леви бок 2. украјинског фронта састао се са трупама Треће армије САД (Џорџ Патон) у регионима Чешких Будјејовица и Писека. Касније су се 1. и 2. украјински фронт састали са Американцима у регионима Карлове Вари и Клатови. Овим акцијама јединица, Прашка офанзива је завршена три дана након Дана победе у Европи.
Немачке војнике, етничке немачке цивиле и етничке чешке колаборационисте који су побегли из Прага Совјети су потпуно протерали. Чешки партизани наставили су непријатељства против немачких трупа у повлачењу, без обзира на њихове намере или националност, по чему су је ветерани 20. Вафен-СС гренадирске дивизије (1. естонска) који су положили оружје у мају 1945. називали "Чешким паклом".
Последњи пуцњи су испаљени у близини насеља Сливице, 4 километра југоисточно од града Прибрама.

## Последице
.]]

### Војна и политичка разматрања
Прашка офанзива уништила је Групу армија Центар и делове Групе армија Остмарк. Те војне групе биле су последње велике читаве војне формације Немачке, и после офанзиве, сви преживели немачки војници постали су ратни заробљеници или бегунци.
Број немачких заробљеника од стране Совјетског Савеза достигао је скоро 900.000, а други војници Осовине, који су бројали најмање десетине хиљада, предали су се америчким снагама у западној Чехословачкој и Аустрији, иако је већи број касније пребачен у Совјетски Савез.
Чехословачка је била ослобођена немачког окупацијског режима први пут од краја 1938. године. Међутим, предратне границе ове земље неће бити у потпуности обновљене јер су Совјети иницирали цесију Карпатске Рутеније у СССР у јулу 1945.
Западну Чехословачку раздвојила је војна граница велесила, на једној је страни била Совјетска армија, а на другој страни Војска САД. Иако ће обе војске отићи из Чехословачке до краја 1945, Стаљин је постигао свој циљ да обезбеди снажно совјетско војно присуство у Прагу у тренутку предаје немачких снага у Чехословачкој..
Комунистички утицај у послератној чехословачкој војсци и влади био је очигледан. Чешки војници који су се борили са западним савезницима све су се чешће налазили на маргинама, а сама земља је била присиљена да постане совјетска сателитска држава 1948. године комунистичким пучем.

### Непосредна смрт истакнутих личности
Чак и пре почетка совјетске офанзиве, 5. маја, Емануел Моравец извршио је самоубиство. Моравец, познат као "Чешки Квислинг," био је познат међу Чесима као издајник.
Конрад Хенлајн, бивши чехословачки политичар и вођа Нацистичке партије Судетских Немаца, извршио је самоубиство у америчком заточеништву 10. маја.
Барон Пиклер-Бургхаус, заповедник Вафен-СС-а у Протекторату, починио је самоубиство 12. маја након што је потписао капитулацију.
Др Емил Хаха, државни председник Протектората Чешке и Моравске, ухапшен је 14. маја у Прагу. Умро је у затвору 26. јуна 1945. године.

### Историографија офанзиве
Десети том Совјетске службене историје у Другом светском рату третира Прашку офанзиву као примарни војни догађај, идентификовање главних војних формација које су у њу укључене, њихове напредовање и у неким случајевима дневне стопе напредовања. Не изненађује да совјетска историја хвали операцију због међународних напора совјетских, пољских, чешких и румунских војника у име "слободе чехословачког народа". Међутим, не спомиње се Стаљинова политичка намера у погледу Чехословачке. Коначни поход у Праг у ноћи између 8. и 9. маја 1945. представљен је као неопходан за ослобађање чешких побуњеника у Прагу док аутори нису могли да одоле оптуживању бивших официра предратне чешке војске да су напустили барикаде током борбе са Немцима у Прагу.
Да је офанзива била војни догађај који укључује озбиљне борбе јасно показује преко 50.000 жртава које су претрпеле совјетске снаге и њихови савезници од 6. до 11. маја 1945. Објављен 2008, том 10/1 Немачке званичне историје рата критикује совјетски поглед на тај догађај, примећујући да је проценат жртава Прашке офанзиве далеко нижи од оног у Берлинској офанзиви. Немачка званична историја бележи Стаљинове политичке намере  и његова жеља да спречи Групу армија Центар да се преда америчким снагама. Упркос наслову релевантног одељка "Крај Групе армија Центар", немачка званична историја само укратко помиње ситуацију војске у мају 1945, а уместо тога говори о другим темама. О стварној предаји Групе армија Центар уопште се не говори.
Постоје неслужбене историје које се тичу офанзиве или, генерално гледано, краја рата у Чехословачкој. Негде између званичних немачких и совјетских погледа, Џона Ериксона је у свом делу "Пут ка Берлину" детаљно расправља о офанзиви, истовремено помињући Стаљинове намере, Прашки устанак и улогу Руске ослободилачке војске. Ериксон је написао дело да представи уравнотежен поглед на совјетску политику и војне операције током рата, па је тако његов опис акција немачких снага ограничен.

## Губици

### Совјетске и совјетски савезници
- Људски губици:
  - 11,997 погинулих
  - 40,501 рањених и болесних
  - Укупно 52,498[5]
- Материјални губици[5]
  - 373 тенкова и самоходних пушака
  - 1,006 артиљеријских оруђа
  - 80 авиона

| Губици: Совјетски и совјетских савезника у Прашкој офанзиви Извор: Г. Ф. Кривошејев, Совјетске жртве и борбени губици у двадесетом веку, стр. 159 | Губици: Совјетски и совјетских савезника у Прашкој офанзиви Извор: Г. Ф. Кривошејев, Совјетске жртве и борбени губици у двадесетом веку, стр. 159 | Губици: Совјетски и совјетских савезника у Прашкој офанзиви Извор: Г. Ф. Кривошејев, Совјетске жртве и борбени губици у двадесетом веку, стр. 159 | Губици: Совјетски и совјетских савезника у Прашкој офанзиви Извор: Г. Ф. Кривошејев, Совјетске жртве и борбени губици у двадесетом веку, стр. 159 | Губици: Совјетски и совјетских савезника у Прашкој офанзиви Извор: Г. Ф. Кривошејев, Совјетске жртве и борбени губици у двадесетом веку, стр. 159 |
| Јединица | Снага 6. маја 1945 | Укупни губици | Просечни дневни губици | |
| --- | --- | --- | --- | --- |
| Први украјински фронт | 806,400 | 23,383 | 3,897 | |
| Други украјински фронт | 613,400 | 14,436 | 2,406 | |
| Четврти украјински фронт | 350,900 | 11,529 | 1,922 | |
| Пољска 2. армија | 69,500 | 887 | 148 | |
| Румунска 1. и 4. армија | 139,500 | 1,730 | 288 | |
| Чехословачки армијски корпус | 48,400 | 533 | 89 | |

### Немачки губици
Број војника из обе групе армија (Центар и Остмарк) које су Совјети заробили износио је око 860.000. Совјети су тврдили да су током операције заробили 9.500 пушака и минобацача, 1.800 оклопних возила и 1.100 летелица.

## Белешке
1. ↑  Чешки губици не укључују губитке у Прашком устанку или губитке партизанских формација.
2. ↑  По тадашњим законима рата постојала је разлика између заробљених и оних који су "[пали] од силе" непријатеља након масовне капитулације. Женевска конвенција из 1929. односила се само на оне који су заробљени током борби, а не на оне који су пали од силе непријатеља након масовне капитулације. Ово је изричито промењено у Трећој женевској конвенцији (1949).
3. ↑  VIII корпус је био потчињен 1. армији до 6. маја 1945. године. Предвиђајући борбену улогу за штаб 1. армије у Тихом океанском оперативном центру, 1. армија је уступила контролу над својим подређеним командама у првој недељи маја 1945. Те команде су заузврат биле потчињене 9. армији. Види Вилијамсонову Хронологију (1989), стр. 530 и 533.
4. ↑  6. оклопна дивизија и 76, 87. и 89. пешадијска дивизија Greenwald 1945, 6th Armored Division; 76th Infantry Division; 87th Infantry Division; 89th Infantry Division.
5. ↑  1. и 2. пешадијска дивизија, и 9. оклопна дивизија Greenwald 1945, 1st Infantry Division; 2nd Infantry Division; 9th Armored Division.
6. ↑  97. пешадијска дивизија Greenwald 1945, 97th Infantry Division.
7. ↑  16. оклопна дивизија Greenwald 1945, 16th Armored Division.
8. ↑  4. и 11. оклопна дивизија, те 26. и 90. пешадијска дивизија Greenwald 1945, 4th Armored Division; 11th Armored Division; 26th Infantry Division 90th Infantry Division.
9. ↑  Вилхелм Меиер-Детринг, 1906-2002, касније је постао генерал-потпуковник и командант I корпуса у Бундесверу, повлачећи се из војне службе 1966.
10. ↑  Као и многе институције у нацистичкој Немачкој, контрола војске била је подељена између различитих командних ланаца који су директно извештавали Хитлера. У 1945. години Врховна команда Вермахта (OKW) командовала је свим немачким снагама на свим ратиштима осим оних на Источном фронту која су биле под контролом Врховне команде копнене војске Вермахта (OKH) а које су, пре његовог самоубиства, биле под директном командом Адолфа Хитлера. Дакле, није било јасно да ли је Шернер 8. маја био под командом OKW или да су председник Карл Дениц или канцелар фон Кросиг требали да нареде Шеррнеру да преда своју војску.
11. ↑  Кривошејев, стр. 158-159, представља укупне износе снага и податке о дневним жртвама који потврђују тврдњу немачке званичне историје. Као пример, током берлинске операције 1. украјински фронт у просеку је претрпео губитак од 84.6 људи по еквиваленту дивизије дневно, док је одговарајућа цифра за исту формацију током прашке офанзиве била 45.3. Совјетски губици су можда опали након најаве немачке предаје 8./9. маја 1945
12. ↑  Иако постоје различити извори који расправљају о судбинама појединих немачких јединица, чини се да не постоји ниједан свеобухватан рад који би представио борбене акције и капитулације немачких јединица Групе армија Центар и Остмарк током периода од 6. до 11. маја 1945.

### Цитати
1. ↑  Lakowski 2008, стр. 674.
2. ↑  Ziemke 2002, стр. 498.
3. ↑  Frajdl 2007.
4. 1 2 3 4 5 6 7 8 9 10 11  Krivosheev 1997, стр. 159.
5. 1 2 3  Glantz 1995, стр. 300.
6. ↑  Типпельскирх К. История Второй мировой войны. СПб.:Полигон; М.:АСТ,1999. (Tippelskirch K, Geschichte des Zweiten Weltkrieges. — Bonn, 1954)
7. ↑  Ненахов Юрий Юрьевич. Войска спецназначения во второй мировой войне. — Мн.: Харвест, М.: ACT, 2000.
8. ↑  S. M. Shtemenko. The Soviet General Staff in War. Volume II. Progress Publisher, Moskva, 1985, p. 510.
9. ↑  Projev K. H. Franka k českému národu (30. 4. 1945), www.fronta.cz, 14. 5. 2009, Приступљено 28. 3. 2017
10. ↑  Erickson 1983, стр. 631.
11. ↑  Erickson 1983, стр. 625–630.
12. 1 2  Erickson 1983, стр. 627.
13. ↑  Location data from the Soviet history of World War II (История второй мировой войны 1939-1945 в двенадцати томах) Map 151 and 12th Army Group Situation Map Архивирано на веб-сајту  (6. јун 2019)
14. ↑  Tessin 1974, стр. 52.
15. ↑  Tessin 1973, стр. 228.
16. ↑  Tessin 1976, стр. 53.
17. ↑  Tessin 1973, стр. 8.
18. ↑  Tessin 1974, стр. 90.
19. ↑  Боевой состав Советской Армии на 1 мая 1945 г.
20. 1 2  Williams 1989, стр. 533.
21. 1 2 3 4  Erickson 1983, стр. 634.
22. ↑  Mendelsohn 2010, стр. 17.
23. 1 2  Der Spiegel staff 1955.
24. ↑  Erickson 1983, стр. 632.
25. ↑  Erickson 1983, стр. 633.
26. ↑  Константин Васильевич Крайнюков. Оружие особого рода. М.: Воениздат. 1978.
27. ↑  Williams 1989, стр. 532.
28. 1 2  Glantz 1995, стр. 273.
29. ↑  Erickson 1983, стр. 635.
30. 1 2 3 4 5 6 7 8  Ustinov 1982, стр. 422.
31. ↑  PRAŽSKÉ POVSTÁNÍ 5.–9. KVĚTNA 1945. Boj o Staroměstské náměstí a o radniční budovy
32. 1 2 3  Mahoney 2011, стр. 191.
33. 1 2  Williams 1989, стр. 534.
34. ↑  Kershaw 2011, стр. 373.
35. 1 2  Ziemke 1969, стр. 134.
36. 1 2  Ustinov 1982, стр. 423.
37. 1 2  Gosztony 1991, стр. 228.
38. 1 2  Agnew 2004, стр. 222.
39. 1 2  Erickson 1983, стр. 636.
40. ↑  Glantz 1995, стр. 274.
41. 1 2 3 4 5  Ustinov 1982, стр. 424.
42. ↑  Lukes 2012, стр. 50.
43. 1 2  Lakowski 2008, стр. 677.
44. ↑  Estonian State Commission on Examination of Policies of Repression 2005, стр. 35.
45. ↑  Hiio & Kaasik 2006, стр. 927–968.
46. ↑  Mendelsohn 2010, стр. 16.
47. ↑  Gosztony 1991, стр. 229–230.
48. ↑  Johnstone 2009.
49. ↑  Jaggers 1993.
50. ↑  Ustinov 1982, стр. 416–426.
51. 1 2  Lakowski 2008, стр. 675.
52. ↑  YPL staff 2012.

## Додатни извори
- Konev, I. v (1969), Year of Victory, Moscow: Progress Publishers.
- Советская военная энциклопедия (Soviet Military Encyclopedia), vol. 6 (In Russian).
  - The Soviet Military Encyclopedia, A-F:  0-8133-1429-1, G-O:  0-8133-1430-5, P-Z:  0-8133-1431-3